# Nancy Green
Nancy Green (Mount Sterling, 4 marzo 1834 – Chicago, 30 agosto 1923) è stata una modella, cuoca e attivista statunitense, la prima di diverse modelle afro-americane assunte per promuovere il marchio "Aunt Jemima".

## Biografia
Green è nata in schiavitù il 4 marzo 1834, nei pressi di Mount Sterling, in Kentucky. Fu assunta nel 1890 dalla R.T. Davis Milling Company a Saint Joseph per rappresentare "Aunt Jemima", un personaggio pubblicitario chiamato come una canzone di un minstrel show. Davis Milling aveva recentemente ottenuto la ricetta per un preparato per pancake preconfezionato dal redattore del Saint Joseph Gazette Chris L. Rutt e da Charles Underwood e stava cercando di assumere una donna afroamericana, seguendo l'archetipo mammy, per promuovere il suo nuovo prodotto. Nel 1893 Nancy Green è stata introdotta come Aunt Jemima alla Fiera Colombiana di Chicago, dove mostrava la preparazione di pancake. La sua personalità amichevole e il suo talento come cuoca per la famiglia Walker, i cui figli sono diventati il giudice di Chicago Charles M. Walker e il dottor Samuel Walker, hanno contribuito a stabilire un esito positivo per il prodotto per il quale ha ricevuto una medaglia e un certificato dai funzionari della Fiera. Dopo di essa, a Green è stato offerto un contratto a vita per adottare il nomignolo di Aunt Jemima e promuovere il preparato per pancake. Questo ha segnato l'inizio di una grande spinta promozionale per l'azienda, includendo migliaia di apparizioni personali e merchandising come Aunt Jemima. Nancy Green ha mantenuto il proprio lavoro con la Davis Milling (che nel 1914 è stata nominata Aunt Jemima Mills Company) fino alla morte del 1923. Una causa è stata intentata dagli eredi di Nancy Green e da altri eredi di altre donne assunte come modelle per ottenere 2 miliardi di dollari e una percentuale delle future vendite. La causa federale è stata depositata a Chicago da un nipote di un'altra modella (Anna Short Harrington) che affermava che lei e Green hanno collaborato alla creazione della ricetta del primo preparato per pancake. Essa afferma inoltre che Green è stata l'ideatrice della aggiunta di latte in polvere per un sapore extra nei pancake. Quaker Oats, che è l'attuale proprietario del marchio, ha affermato che l'attuale immagine di Aunt Jemima è in realtà originale e non ci sono prove di contratti tra le donne che ostentano di essere modelle della Aunt Jemima e i loro capi. La causa è stata respinta, poiché gli eredi non hanno dimostrato di essere legati alla signora che hanno presentato come Aunt Jemima.

## Religione e filantropia
Green è stata una delle organizzatrici della Olivet Baptist Church. La sua carriera ha dato a Green la libertà finanziaria per diventare una attivista e per impegnarsi in programmi contro la povertà. È stata una delle prime missionarie afro-americane. Ha usato la sua importanza come portavoce per diventare una leader a Chicago contro la povertà e a favore di uguali diritti per gli individui.

## Morte
Green è morta il 23 settembre 1923 a Chicago quando una macchina si è scontrata con un camion e si è ribaltata sul marciapiede sul quale stava camminando. È sepolta nel quadrante nord-est del cimitero di Oak Woods di Chicago. Il dipinto originale su cui si basa la famosa immagine di Aunt Jemima è stato venduto per 9030 dollari su MastroNet. Il dipinto è stato fatto da A. B. Frost, che oggi è noto come uno dei grandi illustratori dell'era d'oro dell'illustrazione americana.